# Al-Jama'a al-Islamiyya
Al-jamāʻah al-islāmīyah (em árabe: الجماعة الإسلامية, "o Grupo Islâmico"; ou Al Gama'a al-Islamiyya; também chamado de "Grupos Islâmicos", é um movimento islamista sunita egípcio, é considerado uma organização terrorista pelo Reino Unido  e pela União Européia. El Gama'a El Islamiyya foi removido da lista de organizações terroristas estrangeiras pelos Estados Unidos em maio de 2022. O grupo se dedicava a derrubar o governo egípcio e substituí-lo por um estado islâmico; o grupo se comprometeu com meios pacíficos após o golpe que derrubou Mohamed Morsi.
De 1992 a 1998, al-Gama'a al-Islamiyya lutou contra uma insurgência contra o governo egípcio durante a qual pelo menos 796 policiais e soldados egípcios, combatentes de al-Gama'a al-Islamiyya e civis, incluindo dezenas de turistas, foram mortos. Durante a luta, al-Gama'a al-Islamiyya recebeu apoio dos governos do Irã e do Sudão, bem como da Al-Qaeda. O governo egípcio recebeu apoio durante esse tempo dos Estados Unidos.
Após a Revolução Egípcia de 2011, o movimento formou um partido político, o Partido da Construção e Desenvolvimento, que conquistou 13 assentos nas eleições de 2011-2012 para a câmara baixa do Parlamento egípcio.

#### Ataques
Principais ataques de Al-Gama'a al-Islamiyya:
- 8 de junho de 1992 - assassinato de Farag Foda.
- 26 de junho de 1995 - tentativa de assassinato do presidente egípcio Hosni Mubarak em Adis Abeba, Etiópia
- 20 de outubro de 1995 - Ataque com carro-bomba contra delegacia de polícia em Rijeka, Croácia.
- 28 de abril de 1996 - um tiroteio em massa do lado de fora do Europa Hotel, Cairo, matando 17 turistas gregos confundidos com israelenses.[6][7][8]
- 17 de novembro de 1997 - Massacre de Luxor em Deir el-Bahri, Luxor, Egito. 58 turistas estrangeiros e quatro egípcios mortos.

## Relações estrangeiras
Os países e organizações abaixo listaram oficialmente a Jamaa Islamia como uma organização terrorista:
| País        | Data                | Referências |
| Reino Unido | 29 de março de 2001 | [ 1 ]       |
| Canadá      | 23 de julho de 2002 | [ 9 ]       |
| Israel      | 2003                | [ 10 ]      |
| Rússia      | 2006                | [ 11 ]      |